# Procureur (Nederland)
Een procureur was in Nederland een jurist, die bij één bepaalde rechtbank stond ingeschreven en bevoegd was bij die rechtbank procedures te voeren. Dat deed hij voor zichzelf bij die bepaalde rechtbank als hij tevens advocaat was (dan was hij advocaat en procureur) en voor een andere advocaat die in een ander arrondissement stond ingeschreven alleen als procureur. Dit procuraat, dat in de regel bij elke procedure bij een arrondissementsrechtbank verplicht was, is op 1 september 2008 afgeschaft. In de gevallen waarin de wet procederen door middel van een procureur verplicht stelde, moet voortaan geprocedeerd worden met een advocaat als procesvertegenwoordiger.
Een procureur dient niet verward te worden met een procureur-generaal.

## Verplichte procesvertegenwoordiging
Het procederen met behulp van een advocaat is verplicht in alle civiele procedures, met uitzondering van processen bij de kantonrechter en als gedaagde in een kort geding voor de rechtbank. Wil men een kort geding aanspannen bij de rechtbank dan dient men dit wel te doen door middel van een advocaat. Bij strafzaken en procedures bij de bestuursrechter is het niet verplicht door middel van een advocaat te procederen. 

### Per arrondissement
Tot 1 september 2008 waren vrijwel alle advocaten tevens procureur bij de rechtbank waar ze op het tableau (de lijst van bevoegde advocaten) stonden. Een procureur kon maar bij één rechtbank staan ingeschreven. Dit betekende dat een advocaat die een zaak aanhangig wilde maken buiten zijn arrondissement, daar een plaatselijke procureur moest inschakelen. Aangezien bij rechtbanken procureurstelling verplicht was, werd tegen iemand die in persoon of bij machte van de onjuiste procureur verscheen, verstek verleend. Zonder procureur verschijnen stond gelijk aan niet op komen dagen. 
Deze regeling was ingesteld, omdat de rechtbank van elk arrondissement zijn eigen reglementen en procedures heeft, die vroeger sterk verschilden. Een plaatselijke advocaat was beter op de hoogte van die lokale regels. Door de invoering van een landelijk rolreglement (in 2000 voor de rechtbanken, in 2001 voor de kantongerechten) werden deze verschillen drastisch beperkt. Daarnaast kon een advocaat vroeger veel moeilijker opereren in een ander deel van het land, vanwege de beperkte mobiliteit en communicatiemedia in die tijd en was het ook moeilijker om zekerheid te krijgen over de bevoegdheid van de advocaten uit andere plaatsen. 

### Afschaffing
Met ingang van 1 september 2008 is het procuraat afgeschaft. Dat betekent dat elke toegelaten advocaat bij alle rechtbanken in Nederland mag procederen. Een uitzondering vormt het voeren van cassatiezaken bij de Hoge Raad. Deze zaken mogen alleen gevoerd worden door advocaten die daarvoor een speciaal examen hebben afgelegd. Zij voeren niet meer de titel procureur.
De afschaffing van de verplichting een procureur te gebruiken, betekent niet dat er geen procureurswerkzaamheden meer verricht worden. Een advocaat kan nog altijd een collega vragen om hem te vertegenwoordigen, wanneer hij moet procederen voor een rechtbank buiten zijn eigen arrondissement. Deze procureurs noemen zich procesadvocaten.